# Размразяване при Хрушчов
Размразяването при Хрушчов (на руски: хрущёвская о́ттепель) се отнася до периода от началото на 50-те до началото на 60-те години, когато репресиите и цензурата в Съветския съюз са смекчени, а милиони политически затворници са освободени от лагерите на ГУЛАГ във връзка с политиката на десталинизация и мирно съвместно съществуване с други нации на Никита Хрушчов.
Размразяването става възможно едва след смъртта на Йосиф Сталин през март 1953 година. Хрушчов осъжда Сталин в своята „тайна реч“ на ХХ конгрес на КПСС,, а после сваля про-сталинистки настроените политици по време на борбата за власт в Кремъл. Терминът „о́ттепель“ идва от романа „Размразяването“ на Иля Еренбург (1954), който е сензация по своето време. Политиката на размразяване при Хрушчов е подчертана при посещението му през 1954 г. в Пекин, Китайска народна република и през 1955 г. при посещението му в Белград, Югославия. Отношенията с последната са влошени след настъпилия през 1947 г. разрив между Тито и Сталин. По-късно същата година се среща с Дуайт Айзенхауер, а кулминацията е посещението на Хрушчов в САЩ през 1959 г.
Размразяването предизвиква необратима промяна в цялото съветско общество чрез редица икономически реформи и отварянето на международна търговия, образователни и културни контакти, фестивали, преводи на книги от чужди автори, чуждестранни филми, популярна музика, танци и нова мода и масово включване в международни спортни състезания. Въпреки че борбата за власт между либералите и просталинистки настроените политици не спира никога, тя в крайна сметка предизвиква отслабване в редиците на съветската комунистическа партия.
Настъпилите политически и културни промени заедно помагат да се освободят умовете на милиони и да се промени общественото съзнание на редица поколения в Съветския съюз.

## Хрушчов и Сталин
Размразяването на Хрушчов се заражда в скритата борба между помощниците на Сталин. Някои от главните лидери, командири в Червената армия, като маршал Георгий Жуков и неговите верни офицери са имали сериозни търкания с тайните служби на Сталин На повърхността Червената армия и съветското ръководство изглеждат обединени след победата във Втората световна война. Обаче скритите амбиции на хората около Сталин, както и подозренията на самия Сталин, дават повод на Хрушчов да разчита само на няколко от тях. Те ще останат с него по време на цялата му политическа борба за власт. Тази борба за власт е подготвяна тайно от Хрушчов, докато Сталин е все още жив, и излиза наяве след смъртта му през март 1953 година. По това време хората около Хрушчов са поставени навсякъде в съветската йерархия, което му позволява да уволни или премахне своите главни опоненти и тогава да внесе някои промени в твърдолинейната съветска идеология и йерархия.
Лидерството на Сталин достига нови крайности в управляването на хора на всички нива, като депортациите на етноси, Ленинградското дело, делото срещу лекарите и официална критика на писатели и други интелектуалци. В същото време милиони войници и офицери са видели Европа след Втората световна война и са разбрали, че съществува друг начин на живот извън Съветския съюз. По заповед на Сталин мнозина са арестувани и наказани отново, включително популярният маршал Георги Жуков и други висши генерали, които са надвишили ограниченията за получаване на награди, когато са плячкосвали Германия. Плячката е конфискувана от тайния апарат на Сталин, а маршал Жуков е понижен, унижен и изпратен на заточение, така той се превръща в антисталинист. Жуков изчаква смъртта на Сталин, която позволява на Хрушчов да върне Жуков обратно за нова политическа битка.
Временният съюз между Никита Хрушчов и маршал Георги Жуков се основава на тяхното сходно минало, интереси и слабости: и двамата са селяни, амбициозни, и двамата са били преследвани от Сталин, страхуват се от сталинистите и искат да променят нещата. Хрушчов и Жуков се нуждаят един от друг, за да премахнат враговете си в съветския политически елит.
През 1953 година Жуков помага на Хрушчов да елиминира Лаврентий Берия,, тогава първи вицепремиер. Той е екзекутиран в Москва, както и някои други фигури от кръга на Сталин. Скоро Хрушчов заповядва да се освободят милиони политически затворници от лагерите ГУЛАГ. Според някои автори при управлението на Хрушчов броят на затворниците в Съветския съюз се понижава от 13 на 5 милиона души.
Хрушчов също така издига и повишава Леонид Брежнев, когото довежда в Кремъл и го представя на Сталин през 1952 година. Тогава Хрушчов вкарва Брежнев в Политбюро и го прави началник на политическата дирекция на Червената армия и флот, като постепенно го мести на няколко други силни позиции. Брежнев на свой ред помага на Хрушчов, като поддържа баланса на силите по време на някои критични конфликти с консервативните хардлайнери, включително при свалянето на просталинистки ориентираните политици, оглавявани от Вячеслав Молотов и Георгий Маленков.

## Разобличаване на Сталин
Хрушчов изобличава Сталин в своята реч За култа към личността и неговите последици, изнесена след полунощ на 25 февруари 1956 г. на закрита сесия на 20 конгрес на КПСС. В тази реч Хрушчов описва вредите, нанесени от култа към личността на Йосиф Сталин, и репресиите, познати като Голямата чистка, в която са убити милиони и която травматизира много хора в Съветския съюз. Речта започва да се разпространява официално от 5 март 1956 година в съкратена форма сред членовете на КПСС. Хрушчов започва вълна от реабилитации, която официално връща репутацията на милиони невинни жертви, убити или затворени по време на Голямата чистка на Сталин. Освен това по официални и неофициални канали се правят колебливи опити за отслабването на ограниченията на свободата на словото, характерни за управлението на Сталин.
Речта на Хрушчов от 1956 г. е най-силният опит изобщо в СССР да се направи политическа промяна, по това време след десетилетията страх при управлението на Сталин, отнело хиляди невинни животи. Само след няколко месеца речта е публикувана извън СССР, а инициативите на Хрушчов за отваряне и либерализиране на страната изненадват света. Речта му обаче разгневява мнозина от неговите могъщи врагове, като по този начин предизвика нова борба за власт в КПСС.

## Политически проблеми

### Грузинско въстание
Разобличаването на Сталин от страна на Хрушчов е шок за жителите на СССР. Много от тях, живеещи в родината на Сталин – Грузинската съветска социалистическа република и особено по-младите, отгледани с хвалебствия и постоянни похвали към „гения“ на Сталин възприемат това като национална обида. През март 1956 година серия от спонтанни митинги по случай третата годишнина от смъртта на Сталин бързо се превръщат в неконтролируеми масови демонстрации и политически искания за промяна на централното правителство в Москва. Освен това сред протестиращите се издигат и гласове за независимост на Грузия от Съветския съюз,, което води до намеса на съветската армия и кръвопролития на улиците на Тбилиси.

### Полска и унгарска революции от 1956
Първият по-голям провал на политиката на Хрушчов се случва през октомври-ноември 1956 година. Унгарската революция е смазана от инвазията на съветските танкове и войските на червената армия в Будапеща. Уличните боеве срещу навлизащата червена армия водят до хиляди жертви сред унгарското цивилно и военно население, както и до стотици убити съветски военици. Атаката на съветската армия предизвиква масова емиграция на хиляди унгарци.
По същото време в Полша се случват събития на политическо и социално размразяване, известни като Полския октомври. Такива демократични промени във вътрешния живот на Полша се приемат със страх и гняв от страна на Москва, където управляващите не искат да изгубят контрола си, тъй като се страхуват от политическата заплаха за съветската сигурност и сила в Източна Европа.

### Заговор срещу Хрушчов през 1957
В част от съветските комунисти речта на Хрушчов от 1956 г. предизвиква гняв и те се опитват да отхвърлят неговия опит за десталинализация и либерализация на обществото. Една година след неговата тайна реч, сталинистите се опитват да отстранят Хрушчов от ръководните позиции в КПСС.
Враговете му смятат, че той е лицемер и върви по идеологически погрешен път, като се има предвид участието на Хрушчов в сталинската голяма чистка и други подобни събития, като един от любимците на Сталин. Те смятат, че политиката на Хрушчов на мирно съвместно съществуване ще остави СССР отворен за атака. Вячеслав Молотов, Лазар Каганович, Георгий Маленков, а в последния момент към тях се присъединява и Дмитрий Шепилов след като Каганович го убеждава, че групата има мнозинство, се опитват да свалят Хрушчов като първи секретар на партията през май 1957 година.
Хрушчов използва маршал Георгий Жуков отново. Той е спасен от няколко силни действия на подкрепа, особено силна от страна на Жуков и Анастас Микоян. На извънредна сесия на Централния комитет в края на юни 1957 година Хрушчов нарича опонентите си антипартийна група и печели вота, който потвърждава неговата позиция на първи секретар. След това той изгонва Молотов, Каганович и Маленков от Секретариата и накрая от самата комунистическа партия.

### Икономическо и политическо напрежение
Опитите на Хрушчов да реформира съветската промишлена инфраструктура водят до сблъсъците му с професионалистите в повечето сектори на икономиката. Неговата реформа на административна организация предизвиква повече проблеми. В политически мотивиран ход да отслаби централната държавна бюрокрация през 1957 г. Хрушчов заменя промишлените министри в Москва с местни Съвети за народна икономика, совнархози, създавайки си по този начин нови врагове в редиците на съветското правителство.
Въпреки че властта на Хрушчов не е поставяна под съмнение, тя бавно започва да се разпада и никога не може да стане сравнима с тази на Сталин. Някои от новите хора, които се изкачват в съветската йерархия, като Михаил Горбачов са млади, по-добре образовани и с по-независимо мислене.
През 1956 г. Хрушчов въвежда минималната работна заплата. Идеята е посрещната с много критика от страна на хардлайнерите в партията, като според тях тя е толкоа малка, че повечето хората са все още не добре заплатени. Следващата стъпка е предвидена финансова реформа. Тук Хрушчов се спира на кратка парична реформа и заповядва да се заменят старите пари с портрети на Сталин и деноминира съветската рубла 10:1 през 1961 година.
През 1961 г. Хрушчов завършва своята битка със Сталин: тялото на диктатора е премахнато от Ленинския мавзолей на Червения площад и погребано в стените на Кремъл. Премахването на тялото на Сталин от мавзолея на Ленин е един от най-провокативните ходове на Хрушчов по време на размразяването. Премахването на тялото на Сталин още повече обединява просталинистки настроените политици срещу Хрушчов.

## Отваряне към света и вътрешна либерализация
След началото на 50-те години в съветското общество се наслаждава на редица културни и спортни събития и забавления от безпрецедентен мащаб, като първата Спартакиада, както и няколко иновативни филмови комедии, като Нощта на карнавала и редица популярни музикални фестивала. На някои класически музиканти, режисьори и звезди на балета им е позволено да правят участия извън Съветския съюз, за да представят по-добре неговата култура и общество на света.
През 1956 г. правителствата на СССР и САЩ постигат договореност относно публикуването и разпространението в Съветския съюз на американското списание Америка, а съответно в САЩ на съветското списание „Руски живот“.
През лятото на 1956 година няколко месеца след тайната реч на Хрушчов Москва е домакин на първата Спартакиада на народите на СССР. Събитието е помпозно в типичен съветски стил: Москва приема големите спортни отбори и групи от фенове в национални костюми от всички република на СССР. Хрушчов използва събитието, за да акцентира върху своите нови политически и социални цели и да се покаже като лидер от нов тип, напълно различен от Сталин.
През юли 1957 г. в Москва се провежда 6-и световен фестивал на младежта и студентите. Това става възможно след големите политически промени, започнати от Никита Хрушчов. Това е първият такъв фестивал, проведен в Съветския съюз, и той отваря вратите си към света. Фестивалът привлича 34 хиляди души от 130 страни.
През 1958 г. в Москва се провежда първия Международен конкурс „Чайковски“. Победител в него е американския пианист Ван Клайбърн, който прави сензационно изпълнение на руска музика. Хрушчов лично одобрява даването на голямата награда на американския музикант.
Размразяването на Хрушчов отваря съветското общество до такава степен, че в страната навлизат някои чуждестранни филми, книги, изкуство и музика. Някои, забранени преди това писатели и композитори, като Ана Ахматова и Михаил Зошченко отново започват да творят, след като политиката на официалната съветска цензура се променя. Излизат и книги от някои световноизвестни автори като Ърнест Хемингуей и други от неговия ранг, които се продават в милиони копия, за да задоволят интереса на читателите в СССР.
През 1962 г. самият Хрушчов одобрява публикацията на произведението на Александър Солженицин Един ден от живота на Иван Денисович, което става сензация и една от първите нецензурирани публикации за лагерите на ГУЛАГ.

### Музика
По време на размразяването цензурата върху изкуствата също се омекотява. В това време на либерализация руските композитори, изпълнители и слушатели на музика преживяват тази нова отвореност, което води до създаването на неофициална музикална сцена от средата на 50-те до 70-те години.
Въпреки тези реформи в музиката, много смятат, че законодателството на Хрушчов в областта на изкуствата се основава на по-малко свобода на изразяването гражданите и прекалено много на неговите лични вкусове. Следвайки появата на някои нековенционални, авангардни стилове музика в резултат на своите реформи, Хрушчов изнася реч от 8 март 1963 година, в която започва да отстъпва от някои от  десталинизационните реформи. В нея казва: „ние категорично отхвърляме тази неблагозвучна музика. Нашите хора не могат да използват този боклук като средство за своята идеология“ Той също така казва, че „Обществото има правото да осъжда произведения, които са противоположни на интересите на хората“  Макар че размразяването се смята за време на отвореност и либерализация, Хрушчов продължава да слага ограничения на тази новопоявила се свобода.
Въпреки неговата непоследователна либерализация в областта на музиката, речите му не говорят толкова за „ограничения“, колкото за „увещания“. Хората на изкуството и особено музикантите получават достъп до ресурси, които са били цензурирани или недостъпни преди реформите на Хрушчов. Например някои композитори от това време получават достъп до партитури на композитори като Арнолд Шьонберг и Пиер Булез, вдъхновяват се от тях и имитират техните по-рано скрити партитури.
В резултат на това, че съветските композитори получават достъп до нови произведения и имат свобода на изразяване, в края на 50-те се появяват две групи. Едната е главно с „официална“ музика, която е „санкционирана, подхранена и подкрепена от съюза на композиторите“. Втората група пише „неофициална“, „лява“, „авангардна“ или „ъндърграунд“ музика, белязана от общото състояние на опозицията против Съветския съюз. Въпреки че двете групи се разглеждат като взаимозависими, мнозина считат неофициалната музика за по-независима и политически влиятелна от официалната в контекста на размразяването.
Неофициална музика се появява по време на размразяването и е белязана от опита, независимо дали успешен или не, за преразглеждане и нов тласък на „битката за форма и съдържание“ на класическата музика от този период. Макар че думата „неофициална“ предполага степен на незаконосъобразност в производството на този тип музика, всъщност композитори, изпълнители и слушатели на „неофициалната“ музика използват „официални“ средства за производство. По-скоро музиката се смята за неофициална в контекста на противоречаща, противодействаща и преосмисляща изискванията на социалистическия реализъм в неговите официални средства и пространства.
Неофициалната музика се появява на два различни етапа. Първият етап на неофициалната музика е белязан от изпълненията на „ескапистки“ песни. От композиторска гледна точка, тези произведения са ескапистки, защото тяхното звучене и структура се отделят от изискванията на социалистическия реализъм. Отделно песните, развиващи се по време на тази фаза на неофициалната музика позволяват на слушащия възможността да избяга от познатите звуци, които съветските служители официално санкционират. Втората фаза се появява в края на 60-те години, когато схемата на музиката става по-очевидна и композиторите пишат в по-миметичен стил, пишейки в противоположност на по-ранните композиции от първата фаза.
Музикалните вкусове на поколението на „младите композитори“ узряват при по-широк достъп до преди това цензурирана музика и тя става главен фокус на неофициалната музикална сцена. Размразяването позволява на тези композитори свободен  достъп до нови и стари композиции, особено до тези, идващи от западния авангард. В края на 50-те и началото на 60-те години млади композитори като Андрей Волконски и Едисон Денисов развиват абстрактни музикални практики, състоящи се в създаването на звуци, които са нови за ушите на ортодоксалния слушател. Музиката в стил социалистически реализъм е широко възприемана за „скучна“, а неофициалните концерти, които тези млади композитори изнасят, дават на слушателите „средство за заобикаляне, преразглеждане и подкопаване на доминиращия естетически кодекс на социалистическия реализъм“.
Въпреки очевидно бунтарската природа на неофициалната музика при размразяването, историците спорят дали тя може да бъде наистина смятана за съпротива срещу съветската система. Редица участници в неофициалните концерти „твърдят, че концертите са освобождаваща активност, предизвикващи съпротива, опозиция или протест“, но някои критици смятат, че композиторите на неофициална музика по-скоро просто са се „оттеглили“ от изискванията на музиката в стил социалистически реализъм и са избрали да пренебрегват нормите на системата.
Макар че някои от западняците са склонни да категоризират неофициалните композитори като дисиденти срещу съветската система, много от тези композитори се страхуват да предприемат действие срещу системата, защото това би могло да има негативно влияние върху професионалното им развитие. Много композитори предпочитат по-малко директен, макар и значим метод за съпротива срещу системата чрез липсата на музикално съответствие.
Независимо от намеренията на композиторите, ефектът на тяхната музика върху слушателите в Съветския съюз  „помага на слушателите да си представят алтернативни възможности спрямо тези, предложени от съветските власти, които са главно чрез вездесъщите тропи на социалистическия реализъм“. Въпреки че музиката на младото поколение неофициални съветски композитори не е  разпространена на Запад, нейният успех в СССР е очевиден (Schwarz 423). Дори след падането на Хрушчов от власт през октомври 1964 година свободата на композиторите, изпълнителите и слушателите на неофициалните концерти продължава до 70-те години.
Въпреки силната роля, която неофициалната музика има в Съветския съюз по време на размразяването, повечето от музиката, композирана по това време, продължава да бъде контролирана. В резултат на това голяма част от тази неофициална музика остава недокументирана и може да бъде открита само чрез интервюта с тези композитори, изпълнители и слушатели, които са били нейни свидетели  по време на размразяването.

## Размразяването на Хрушчов в световен мащаб
Смъртта на Сталин през 1953 г. и 20-ият конгрес на КПСС през февруари 1956 г. имат огромно влияние в Източна Европа. Подобни размразявания всъщност предхождат конгреса в Унгария, Полша, България и ГДР, а по-късно се развиват за кратко в Чехословакия и в Китай на Мао. С изключение на архаично сталинистката и анти-титова Албания, Румъния е единствената страна, където интелектуалците избягват откритата борба с режима, повлияни отчасти от липсата на по-ранни бунтове в следвоенна Румъния, които биха принудили режима да направи отстъпки.
На Запад размразяването на Хрушчов е познато като временно намаляване на леденото напрежение между САЩ и СССР по време на Студената война. То е резултат както от процеса на десталинизация, който Хрушчов започва в СССР, и теорията за мирното съвместно съществуване, така и от внимателното поведение в мирните преговори от страна на американския президент Айзенхауер. Например двамата лидери се опитват да постигнат мир, като посещават Женевската конференция през 1955 г. и развиват политиката за отворени небеса и споразумение за въоръжението. Нагласите на лидерите позволяват, както го казва Хрушчов, „да се разчупи ледът“.
Според теорията за мирно съвместно съществуване двете суперсили (САЩ и СССР) и техните идеологии могат да съществуват заедно без война (мирно). Хрушчов създава теорията в опит да намали враждебността между двете суперсили. Той се опитва да докаже мирното съвместно съществуване чрез посещаването на международни мирни конференции и като прави посещения на различни страни, като пътуването му до САЩ през 1959 г. (в Кемп Дейвид).
Този дух на сътрудничество е сериозно застрашен от инцидента със свалянето на американския шпионски самолет U-2. Съветското представяне на сваления пилот Гари Пауърс на парижката мирна конференция през май 1960 г. и отказът на Айзенхауер да се извини допринасят значително за края на този етап. Впоследствие през 1961 г. Хрушчов одобрява построяването на Берлинската стена.
По-нататък положението се влошава поради Кубинската ракетна криза от 1962 г. По това време в съветските и международни медии се афишират две напълно противоположни картини на реалността, докато светът е на ръба на ядрена война. Макар че директната комуникация между Хрушчов и Джон Кенеди помага да се сложи край на кризата, политическият образ на Хрушчов на Запад става негативен.

## Социални, културни и икономически реформи
Хрушчовото размразяване предизвиква безпрецедентни социални, културни и икономически промени в Съветския съюз. Поколението на 60-те години всъщност започва през 50-те години със своята нецензурирана поезия, песни и публикации на книги.
Шестият световен фестивал на младежта и студентите през 1957 г. в Москва отваря очите и ушите на много хора в Съветския съюз. Много нови социални тенденции произтичат от този фестивал. Много руски жени започват любовни връзки с мъже от цял свят, които идват за фестивала, което води до така наречения „вътрешен бейби бум“ в Москва и Ленинград. Фестивалът внася също така нови стилове, мода, които още повече разпространяват младежката субкултура, наречена „стиляги“. Фестивалът също така „революционизира“ нелегалната търговия с валута и засилва черния пазар.
Появата на популярни звезди като Булат Окуджава, Едита Пиеха, Евгений Евтушенко, Бела Ахмадулина и суперзвездата Владимир Висоцки променят завинаги популярната култура в СССР. Тяхната поезия и песни разширяват общественото съзнание на съветския народ и доближават китарите и касетофоните до масите, така че хората имат достъп до независими канали на информация и тяхното обществено мислене се променя по много начини.
Хрушчов най-накрая освобождава милиони селяни, а по негова заповед съветското правителство им дава паспорти и документи, като това им позволява да се преместят от бедните села в големите градове. Започва строеж през 50-те и 60-те години на масови комунални жилища, известни като хрушчовка. Милиони евтини и непретенциозни жилищни блокове от нисък клас са построени из целия Съветски съюз, за да се поеме голямата миграция, когато безимотните селяни се преместват в градовете. Тя предизвиква драматична промяна в демографската картина на СССР, която завършва с разпадане на селячеството като група в Русия.
Икономическите реформи са предвидени от Алексей Косигин, който през 1959 година е председател на Държавния планов комитет на СССР и пълноправен член на Президиума (познат като Политбюро след 1966) през 1960 година.

### Консуматорство
През 1959 г. в Москва гостува Американско национално изложение, което цели да покаже продуктивността и просперитета на САЩ. Скритата цел на американците е да накарат Съветския съюз да намали производството си на продукти от тежката индустрия. Ако Съветския съюз започне да влага своите ресурси в произвеждането на стоки за консумиране, това също би означавало намаляването на материалите за оръжия. Приблизително около 20 милиона граждани на СССР виждат 23 американски изложения за период от 30 години. Тези изложения са част от културно споразумение, сключено между САЩ и СССР с цел дългосрочна обмяна на опит в областта на науката, технологията, земеделството, медицина, общественото здраве, радиото, телевизията, публикациите, правителство, младежите, атлетите, изследователите, филмите, културата и туризма. Влиянието на европейската и западната култура се намесва в ситуацията, породена от Студената война, като съветският народ е изложен на нов начин на живот. Чрез игралните филми от САЩ зрителите  научават за друг начин на живот, където не съществуват опашки за храна или получаване на жилища.

#### Кухненски дебат
На американското национално изложение в Москва през юли 1959 година се провежда серия импровизирани диалози, проведени между Хрушчов и Ричард Никсън, тогава вицепрезидент на САЩ, наречени „кухненски дебат“. На изложението е показана типична американска къща, която според организаторите може да си позволи всеки американец. Показани са битови прибори, улесняващи работата на домакинята, и други продукти за потребление, недостъпни за обикновените хора в СССР.
"Кухненският дебат" кара Хрушчов да се опита да достигне западното потребление. „Режимът на Хрушчов беше обещал изобилие, за да осигури своята легитимност“. Идеологията за строга функционалност на материалните блага еволюира в по-свободен възглед. Американския социолог Давид Ризман представя термина „Операция Изобилие“, също познат като „Найлонова война“, който предсказва, че „руският народ няма дълго да търпи управници, които им дават танкове и шпиони вместо прахосмукачки и козметични салони“. Руснаците ще трябва да произвеждат повече потребителски стоки, за да успокоят масовото недоволство. Теорията на Ризман намира своето доказателство до определена степен и това се вижда по съветската индустрия, която се променя, за да включи производството на стоки за бита като прахосмукачки, перални и шевни машини. Тези стоки са специално насочени към жените в СССР с идеята, че ще ги освободят от тежестите, които поемат в дома си. Освен това желанието за промяна на образа на старомодната руска жена води до културното приемане на продуктите за красота. Съвременната (тогава) руска жена иска дрехите, козметиката и прическите, които са на разположение на западните жени. При размразяването магазините за красота започват да продават козметика и парфюми, които преди това са били достъпни за малцина, а сега стават достъпни за обикновените жени.

#### Отговорът на Хрушчов
Хрушчов отговаря на консуматорството по-дипломатично, отколкото прави това що се отнася до културната консумация. За американския джаз Хрушчов казва: „Не харесвам джаза. Когато чуя джаз, все едно имам газове в стомаха. Свикнах да мисля, че това е страничен шум по радиото“.  По отношение на завършващите художници по време на размразяването, Хрушчов казва: „Докато аз съм председател на Съвета на министрите, ние ще подкрепяме автентичното изкуство. Няма да даваме и копейка за картини, рисувани от задници“. В сравнение с това потреблението на материални стоки се приема за мярка за икономически успех. Хрушчов казва: „Ние произвеждаме все по-голямо количество от всички видове потребителски стоки. В същото време не трябва да насилваме неоправдано темпото по отношение на намаляването на цените. Не искаме да намалим цените до такава степен, че да има опашки и черен пазар“. Преди това прекомерното потребление при комунизма е разглеждано като вредно за общото благо. Сега за потребителя не е достатъчно стоките да станат по-достъпни, също и качеството им трябва да се подобри. Получава се и недоразумение относно качеството на стоките за потребление поради рекламната роля в пазара. Рекламата контролира продажбите, като увеличава привлекателността на излишните, неотговарящи на стандартите стоки.

#### Произход и резултат
Корените на консуматорството идват още от 30-те години. През 1935 година във всеки съветски град-столица на република се изгражда огромен универсален магазин. Универсалните магазини се възприемат като символ на съветския икономически успех. По времето на Хрушчов търговията на дребно взема връх, като съветските универсални магазини ГУМ и ЦУМ (по подобен начин работят и магазините в България, виж ЦУМ), и двата разположени в Москва, започват да се фокусират върху търговията и социалните взаимодействия. Потреблението лежи в сърцето на социалните, културните и икономически реформи, които се случват по време на размразяването на Хрушчов, които реформи обективно се показват чрез желанието на Съветския съюз за просперитет.

### Увеличаване на частните жилища
На 31 юли 1957 година комунистическата партия се произнася относно увеличаването на жилищното строителството, а Хрушчов започва планове за строене на лични апартаменти, които се отличават от старите комунални апартаменти. Хрушчов казва, че е важно „не само да се осигурят на хората добри домове, но също така да бъдат научени...да живеят добре.“ Той вижда високия стандарт на живот като предпоставка, водеща по пътя на прехода към пълен комунизъм, и вярва, че частните апартаменти ще спомогнат за това. Въпреки че размразяването маркира времето на отвореност и либерализация главно в обществената сфера, появата на частните жилища позволява ново разбиране на частната сфера на съветския живот. Това води до промяна на идеологията, която трябва да намери ново място на жените, които традиционно са асоциирани с дома, а също така и на потреблението на стоки, за да създаде добре уреден „съветски“ дом.

#### Оттегляне от колективните жилища
Политиката на Хрушчов показва интерес в посока на възстановяване на дома и семейството след унищоженията през Втората световна война. Съветската реторика илюстрира това като измества ударението от тежката индустрия към значението на потребителските стоки и жилищата. Седемгодишният план, започнат през 1958 година, обещава да се построяят 12 милиона градски апартамента и 7 милиона селски къщи. Заедно с увеличения брой частни апартаменти се променят и нагласите към семейството. Предишната съветска идеология презира концепциите за традиционното семейство, особено при управлението на Сталин, който създава визия за голямо, колективно семейство под управлението на бащата. Новото наблягане на частните жилища създава надежда, че частният живот ще осигури бягство от натовареността на обществения живот и окото на правителството. Хрушчов представя идеологиятаа, че частният живот е ценен и в крайна сметка цел на социалното развитие. Новата политическа реторика относно семейството представя отново идеята за нуклеарното семейство и по този начин затвърждава идеята, че жените са отговорни за вътрешното царство и управлението на дома.
Признавайки необходимостта от ново изграждане на семейството в следвоенните години, Хрушчов приема политики, които се опитват да изградят отново по-конвеционално домашно пространство, отдалечавайки се от политиките на своите предшественици, а повечето от политиките на Хрушчов са насочени към жените. Въпреки че са активна част от работната сила, положението на жените се разглежда от западния капиталистически свят като белег за „изостаналостта“ на Съветския съюз. Тази идея идва от традиционния марксизъм, който открива корените на присъщата на жената изостаналост във факта, че тя е вързана за дома. Ленин говори за жените като за „домашни роби“, които ще останат в килия, докато домакинската работа остава дейност на лицата вътре в дома. Предишното премахване на частните домове и отделната кухня е опит да се промени домашният режим, който приклещва жените. Вместо това правителството се опитва да създаде обществени столове, обществени домакинства и колективно отглеждане на деца. Тези програми, които изпълняват първоначалните принципи на марксизма, срещат широка съпротива у традиционно мислещите жени.

#### Индивидуалната кухня
През март 1958 г. Хрушчов говори пред Върховния съвет за смущаващия факт, че обществото възприема съветската жена като прикрепена към дома и способна само на ръчен труд. Новите лични жилища осигуряват отделни кухни за първи път за много от семействата. Новите технологии в кухнята се асоциират с проектите за модернизация в ерата на „мирното съревнование“ на Студената война. По това време главното съревнование между САЩ и Съветския съюз е битката за осигуряване на по-добро качество на живот. През 1959 г. на американското национално изложение в Москва американският вицепрезидент Ричард Никсън, стоящ пред образец на съвременна американска кухня, обявява превъзходството на капиталистическата система. Позната като „Кухненския дебат“, размяната на реплики между Никсън и Хрушчов предвещава идеята на втория за повишено внимание към нуждите на жените, особено чрез създаването на модерни кухни. Докато потвърждава своето отдаване на идеята за повишаване на жизнения стандарт, Хрушчов асоциира прехода към комунизъм с изобилие и просперитет.
Третата партийна програма от 1961 г., определящият документ за политиките на Хрушчов, свърза социалния прогрес с технологичния, особено технологичния прогрес в дома. Хрушчов говори за повишаване на производството на потребителски стоки, особено на домакински стоки и уреди, които биха понижили интензивността на домашния труд. Кухнята е определена като „работилница“, която се опира на „правилната организация на труда“, за да може той да бъде ефективен. Създавайки най-добрите условия за женски труд в кухнята съветското правителство се опитва да гарантира, че съветската жена ще бъде способна да продължи да работи и извън дома. Въпреки повишаващите се изисквания на домашния труд от жените се очаква да продължат да работят извън дома, за да поддържат националната икономика и да изпълняват идеалите за напълно развития съветския индивид.
По това време жените са наводнени с брошури и списания, които гъмжат от съвети за това как най-добре да се управлява домакинството. Тази литература подчертава предимствата на простотата и ефикасността. Мебелировката е проектирана да пасва на средната височина на московските жени, като се набляга на модерния, прост стил, който позволява ефикасно масово производство. Разбира се, в новопостроените апартаменти от времето на Хрушчов отделните кухни рядко са изградени по стандартите, описвани от правителствената реторика. Осигуряването на напълно оборудвани кухни е твърде скъпо и времеемко, за да бъде реализирано при условията на масово строителство на апартаменти.

#### Дизайн на дома
Аеродинамичният, семпъл дизайн и естетика на кухнята се налага и в останалата част на дома. Предишните стилове се определят като дребнобуржоазни, след като Хрушчов идва на власт. Хрушчов осъжда украсения стил на високия сталинизъм заради неговото прахосничество. При подреждането на дома по време на размразяването се набляга на това, което е просто и функционално; на тези елементи, които могат лесно да бъдат произвеждани масово. Хрушчов насърчава културата на масово потребление и публично обявява, че потреблението на човек в Съветския съюз ще превиши това в САЩ. Въпреки това потреблението в СССР се състои в такива стоки, на които липсват декоративни качества и често са с лошо качество изобщо, което говори за общество, което набляга главно на продукцията, а не на потреблението.

## Свалянето на Хрушчов и краят на реформите
И културното, и политическото размразяване приключват заедно със свалянето на Хрушчов като съветски лидер през октомври 1964 година и с идването на власт на Леонид Брежнев като генерален секретар на ЦК на КПСС през същата година. Когато Хрушчов е свален, Алексей Косигин заема позицията му като съветски премиер, но реформите му не са успешни и консервативните комунисти, водени от Брежнев, блокират всеки опит за реформи след този на Косигин.
Брежнев започва своята кариера като генерален секретар на КПСС с процеса Синявски-Даниел през 1965, който показва установяването на авторитарна идеология. След това той одобрява инвазията в Чехословакия през 1968 година, известна като Пражка пролет, и стига до Войната в Афганистан, чийто край е след неговата смърт. Брежнев установява авторитарен режим, който трае през целия му останал живот и живота на други двама негови наследници – Юри Андропов и Константин Черненко.

## Повторение на историята
Много историци сравняват размразяването при Хрушчов и неговите огромни усилия за промяна на съветското общество и отдалечаване от неговото минало с тези на перестройката и гласността на Горбачов през 80-те години. Въпреки че ръководят Съветския съюз в различни епохи, и Хрушчов, и Горбачов започват драматични реформи. Усилията и на двамата траят само няколко години и са подкрепяни от хората, докато хардлайнерите оказват съпротива. И двамата лидери са отстранени от власт, макар и с различни резултати за страната им. Михаил Горбачов нарича постиженията на Хрушчов забележителни; той хвали речта му от 1956 година, но смята че реформите му не са успели.